# C-31C
La C-31c és una carretera de la Xarxa Bàsica de la Generalitat de Catalunya. Comença a Sant Boi de Llobregat acaba a la  C-31 , a l'alçada de El Prat de Llobregat. Serveix per connectar la  C-32  i Sant Boi de Llobregat amb la  C-31  a el Prat de Llobregat

## Enllaços
| N-II B-20                    | Barcelona | C-31 | Aeroprot El Prat de Llobregat Centre Comercial |
| El Prat de Llobregat-Estació |           |      |                                                |

| Rotonda                                      | Rotonda                                | Rotonda                              |
| -------------------------------------------- | -------------------------------------- | ------------------------------------ |
| B-201 Centre Comercial Sant Boi de Llobregat | Carrer Saragossa Sant Boi de Llobregat | C-31c El Prat de Llobregat Barcelona |
| B-201 Centre Comercial Sant Boi de Llobregat |                                        | C-31c El Prat de Llobregat Barcelona |
| Avinguda de la Marina                        |                                        | C-31c El Prat de Llobregat Barcelona |

## Referenciés
https://maps.google.cat/